# Bajkál nemzetközi repülőtér
A Bajkál nemzetközi repülőtér (IATA: UUD, ICAO: UIUU) (orosz nyelven: Международный Аэропорт Байкал) nemzetközi repülőtér Oroszországban, amely Ulan-Ude közelében található. Éves utasforgalma 376 774 fő (2018).

## Futópályák
A repülőtér futópályái:
- 08/26 (2997 m, 42 m, beton)

## Forgalom
Az utasforgalom az elmúlt években az alábbi módon változott:
| Utasok száma | 270 554 | 300 654 | 294 289 | 234 824 | 259 585 | 376 774 |
|              | 2012    | 2013    | 2015    | 2016    | 2017    | 2018    |

## Légitársaságok és úticélok
| Légitársaság     | Célállomások                                                                                                  |
| ---------------- | --- |
| Aeroflot         | Moscow–Sheremetyevo (resumes 28 March 2021)                                                                   |
| Angara Airlines  | Chita, Krasnoyarsk–Yemelyanovo, Nizhneangarsk, Novosibirsk, Taksimo, Vladivostok                              |
| Ayana            | Krasnoyarsk–Cheremshanka, Kyzyl, Nizhneangarsk                                                                |
| Hunnu Air        | Ulaanbaatar Szezonális: Hailar, Manzhouli                                                                     |
| IrAero           | Blagoveshensk, Irkutsk, Habarovszk, Krasnoyarsk–Yemelyanovo, Novosibirsk, Vladivostok Szezonális: Ulaanbaatar |
| NordStar         | Chita, Krasnoyarsk–Yemelyanovo                                                                                |
| Pegas Fly        | Szezonális charter: Phuket                                                                                    |
| Pobeda           | Moscow–Vnukovo                                                                                                |
| S7 Airlines      | Irkutsk, Moszkva–Domogyedovo, Novosibirsk                                                                     |
| SiLA             | Chita, Irkutsk                                                                                                |
| Smartavia        | Moszkva–Domogyedovo                                                                                           |
| Ural Airlines    | Szezonális: Moszkva–Domogyedovo                                                                               |
| Yakutia Airlines | Yakutsk Szezonális: Habarovszk, Seoul–Incheon                                                                 |